# ルパート・クロス
ルパート・クロス（Rupert Crosse,  1927年11月29日 - 1973年3月5日）は、アメリカ合衆国の俳優である。

## 来歴
1927年、ニューヨーク州ニューヨーク市に生まれる。幼くして父親を亡くし、ネイビス島へ渡って祖父母から育てられた。その後、アメリカ軍へ従軍するために帰国し、2年間在籍した後は大学へ進学。演劇を学んだ後にジョン・カサヴェテスに師事し。さらに演劇を習得した。1959年にカサヴェテスが監督した『The Shadow』で映画デビューを果たす。その後はテレビドラマシリーズなどへの出演を重ね、1961年に再びカサヴェテスが監督した作品『よみがえるブルース』へ出演。それ以来はコンスタントにキャリアを積み、映画からテレビドラマまで様々な作品へ出演し、役者として認知されるようになった。
1969年にマーク・ライデル監督でスティーヴ・マックイーン主演のコメディ映画『華麗なる週末』へ出演し、劇中に登場する黒人キャラクターのネッドを好演した。同作品ではその演技力が評価され、1970年のアカデミー助演男優賞にノミネートされた。それ以外での出演作ではドン・アダムスと共演したテレビドラマシリーズ『The Partner』でも知られている。

### 私生活
キャブ・キャロウェイの娘であるクリス・キャロウェイと結婚。二人の間には一人の息子が生まれた。

### 死去
映画『さらば冬のかもめ』への出演を予定していたが、癌のため出演とりやめ、同作公開年の1973年、肺がんのためネイビス島で死去した。45歳だった。

## 出演作品

### 映画
- The Shadow (1959)
- よみがえるブルース Too Late Blues (1961)
- Twilight of Honor (1961)
- To Trap a Spy (1964)
- マーニー Marnie (1964)
- Wild Seed (1965)
- 旋風の中に馬を進めろ Ride in the Whirlwind (1966)
- 荒野の隠し井戸 Waterhole #3 (1967)
- 華麗なる週末 The Reivers (1969)
- Confessions of a Top Crime Buster (1971) ※テレビ映画

### テレビドラマ
- ジョニー・スタッカート Johnny Staccato (1959)
- ローハイド Rawhide (1961)
- Have Gun - Will Travel (1961)
- アルフレッド・ヒッチコック・アワー The Alfred Hitchcock Hour (1963)
- ベン・ケーシー Ben Casey (1963, 1964)
- ドクター・キルデア Dr. Kildare (1966)
- 0011ナポレオン・ソロ The Man from U.N.C.L.E. (1964, 1966)
- 0022アンクルの女 The Girl from U.N.C.L.E. (1966)
- アイ・スパイ I Spy (1967)
- 特捜刑事サム Felony Squad (1968)
- ボナンザ Bonanza (1970)
- Storefront Lawyers (1970)
- コスビー・ショー The Bill Cosby Show (1970)
- The Partners (1971 - 1972)